# Grand Prix Hassan II 2015 - Qualificazioni singolare
Le qualificazioni del singolare  del Grand Prix Hassan II 2015 sono state un torneo di tennis preliminare per accedere alla fase finale della manifestazione. I vincitori dell'ultimo turno sono entrati di diritto nel tabellone principale. In caso di ritiro di uno o più giocatori aventi diritto a questi sono subentrati i lucky loser, ossia i giocatori che hanno perso nell'ultimo turno ma che avevano una classifica più alta rispetto agli altri partecipanti che avevano comunque perso nel turno finale.

## Teste di serie
1. Aljaž Bedene (qualificato)
2. Paul-Henri Mathieu (qualificato)
3. Kimmer Coppejans (secondo turno)
4. Tarō Daniel (qualificato)

1. Arthur De Greef (qualificato)
2. Mathias Bourgue (ultimo turno)
3. Pedro Cachín (ultimo turno)
4. Iñigo Cervantes (secondo turno)

### Qualificati
1. Aljaž Bedene
2. Paul-Henri Mathieu

1. Arthur De Greef
2. Tarō Daniel

## Tabellone qualificazioni

### Legenda
| - Q = Qualificato - WC = Wild card - LL = Lucky loser | - ALT = Alternate - SE = Special Exempt - PR = Protected Ranking | - w/o = Walkover - r = Ritirato - d = Squalificato |

### Sezione 1
|  | Primo turno | Primo turno     | Primo turno     | Primo turno | Primo turno |  |  | Secondo turno | Secondo turno  | Secondo turno  | Secondo turno | Secondo turno |   |   | Ultimo turno | Ultimo turno | Ultimo turno | Ultimo turno | Ultimo turno |  |
|  |             |                 |                 |             |             |  |  |               |                |                |               |               |   |   |              |              |              |              |              |  |
|  | 1           | Aljaž Bedene    | Aljaž Bedene    | 6           | 6           |  |  |               |                |                |               |               |   |   |              |              |              |              |              |  |
|  |             | Maxime Chazal   | Maxime Chazal   | 3           | 2           |  |  | 1             | Aljaž Bedene   | Aljaž Bedene   | 6             | 6             |   |   |              |              |              |              |              |  |
|  |             | Michael Linzer  | Michael Linzer  | 7           | 6           |  |  |               | Michael Linzer | Michael Linzer | 2             | 0             |   |   |              |              |              |              |              |  |
|  |             | Maxime Teixeira | Maxime Teixeira | 5           | 4           |  |  |               |                |                |               |               |   |   | 1            | Aljaž Bedene | Aljaž Bedene | 6            | 6            |  |
|  |             | João Domingues  | João Domingues  | 6           | 6           |  |  |               |                | 7              | Pedro Cachín  | Pedro Cachín  | 2 | 2 |              |              |              |              |              |  |
|  | WC          | Taha Tifnouti   | Taha Tifnouti   | 0           | 1           |  |  |               | João Domingues | João Domingues | 5             | 68            |   |   |              |              |              |              |              |  |
|  |             | Florent Diep    | Florent Diep    | 1           | 4           |  |  | 7             | Pedro Cachín   | Pedro Cachín   | 7             | 7             |   |   |              |              |              |              |              |  |
|  | 7           | Pedro Cachín'   | Pedro Cachín'   | 6           | 6           |  |  |               |                |                |               |               |   |   |              |              |              |              |              |  |

### Sezione 2
|  | Primo turno | Primo turno        | Primo turno        | Primo turno | Primo turno |  |  | Secondo turno | Secondo turno      | Secondo turno      | Secondo turno   | Secondo turno |   |   | Ultimo turno | Ultimo turno       | Ultimo turno | Ultimo turno | Ultimo turno |  |
|  |             |                    |                    |             |             |  |  |               |                    |                    |                 |               |   |   |              |                    |              |              |              |  |
|  | 2           | Paul-Henri Mathieu | Paul-Henri Mathieu | 6           | 6           |  |  |               |                    |                    |                 |               |   |   |              |                    |              |              |              |  |
|  |             | Philipp Davydenko  | Philipp Davydenko  | 2           | 1           |  |  | 2             | Paul-Henri Mathieu | Paul-Henri Mathieu | 7               | 6             |   |   |              |                    |              |              |              |  |
|  |             | Frederico Gil      | Frederico Gil      | 3           | 0           |  |  |               | Jean-Marc Werner   | Jean-Marc Werner   | 5               | 1             |   |   |              |                    |              |              |              |  |
|  |             | Jean-Marc Werner   | Jean-Marc Werner   | 6           | 6           |  |  |               |                    |                    |                 |               |   |   | 2            | Paul-Henri Mathieu | 7            | 5            | 6            |  |
|  |             | Mohamed Safwat     | Mohamed Safwat     | 5           | 0           |  |  |               |                    |                    | Stéphane Robert | 65            | 7 | 4 |              |                    |              |              |              |  |
|  |             | Stéphane Robert    | Stéphane Robert    | 7           | 6           |  |  |               | Stéphane Robert    | 6                  | 63              | 7             |   |   |              |                    |              |              |              |  |
|  | Alt         | Alexandr Kushakov  | Alexandr Kushakov  | 3           | 1           |  |  | 8             | Iñigo Cervantes    | 4                  | 7               | 64            |   |   |              |                    |              |              |              |  |
|  | 8           | Iñigo Cervantes    | Iñigo Cervantes    | 6           | 6           |  |  |               |                    |                    |                 |               |   |   |              |                    |              |              |              |  |

### Sezione 3
|  | Primo turno | Primo turno             | Primo turno             | Primo turno | Primo turno |  |  | Secondo turno | Secondo turno    | Secondo turno    | Secondo turno   | Secondo turno |    |   | Ultimo turno | Ultimo turno     | Ultimo turno | Ultimo turno | Ultimo turno |  |
|  |             |                         |                         |             |             |  |  |               |                  |                  |                 |               |    |   |              |                  |              |              |              |  |
|  | 3           | Kimmer Coppejans        | 65                      | 7           | 6           |  |  |               |                  |                  |                 |               |    |   |              |                  |              |              |              |  |
|  |             | Daniel Brands           | 7                       | 63          | 4           |  |  | 3             | Kimmer Coppejans | Kimmer Coppejans | 4               | 5             |    |   |              |                  |              |              |              |  |
|  |             | Gerard Granollers Pujol | Gerard Granollers Pujol | 3           | 63          |  |  |               | Lorenzo Giustino | Lorenzo Giustino | 6               | 7             |    |   |              |                  |              |              |              |  |
|  |             | Lorenzo Giustino        | Lorenzo Giustino        | 6           | 7           |  |  |               |                  |                  |                 |               |    |   |              | Lorenzo Giustino | 3            | 7            | 5            |  |
|  |             | Aleksej Vatutin         | Aleksej Vatutin         | 6           | 7           |  |  |               |                  | 5                | Arthur De Greef | 6             | 63 | 7 |              |                  |              |              |              |  |
|  |             | Maximilian Marterer     | Maximilian Marterer     | 4           | 5           |  |  |               | Aleksej Vatutin  | Aleksej Vatutin  | 3               | 2             |    |   |              |                  |              |              |              |  |
|  | WC          | Mehdi Jdi               | Mehdi Jdi               | 0           | 0           |  |  | 5             | Arthur De Greef  | Arthur De Greef  | 6               | 6             |    |   |              |                  |              |              |              |  |
|  | 5           | Arthur De Greef         | Arthur De Greef         | 6           | 6           |  |  |               |                  |                  |                 |               |    |   |              |                  |              |              |              |  |

### Sezione 4
|  | Primo turno | Primo turno              | Primo turno              | Primo turno | Primo turno |  |  | Secondo turno | Secondo turno     | Secondo turno     | Secondo turno   | Secondo turno   |    |   | Ultimo turno | Ultimo turno | Ultimo turno | Ultimo turno | Ultimo turno |  |
|  |             |                          |                          |             |             |  |  |               |                   |                   |                 |                 |    |   |              |              |              |              |              |  |
|  | 4           | Tarō Daniel              | Tarō Daniel              | 6           | 6           |  |  |               |                   |                   |                 |                 |    |   |              |              |              |              |              |  |
|  | WC          | Mohamed Adnaoui          | Mohamed Adnaoui          | 0           | 2           |  |  | 4             | Tarō Daniel       | Tarō Daniel       | 6               | 6               |    |   |              |              |              |              |              |  |
|  |             | Frederico Ferreira Silva | Frederico Ferreira Silva | 4           | 3           |  |  |               | Jonathan Eysseric | Jonathan Eysseric | 3               | 3               |    |   |              |              |              |              |              |  |
|  |             | Jonathan Eysseric        | Jonathan Eysseric        | 6           | 6           |  |  |               |                   |                   |                 |                 |    |   | 4            | Tarō Daniel  | Tarō Daniel  | 7            | 6            |  |
|  | WC          | Younès Rachidi           | Younès Rachidi           | 2           | 0           |  |  |               |                   | 6                 | Mathias Bourgue | Mathias Bourgue | 64 | 2 |              |              |              |              |              |  |
|  |             | Micke Kontinen           | Micke Kontinen           | 6           | 6           |  |  |               | Micke Kontinen    | Micke Kontinen    | 4               | 2               |    |   |              |              |              |              |              |  |
|  |             | Maxime Hamou             | 0                        | 7           | 5           |  |  | 6             | Mathias Bourgue   | Mathias Bourgue   | 6               | 6               |    |   |              |              |              |              |              |  |
|  | 6           | Mathias Bourgue          | 6                        | 5           | 7           |  |  |               |                   |                   |                 |                 |    |   |              |              |              |              |              |  |